# Saoutchik
Saoutchik was een Franse carrosseriebouwer. De Oekraïense emigrant Jacques Saoutchik, voorheen meubelmaker van beroep, richtte in 1906 in Neuilly-sur-Seine, destijds een industrieel sterk opkomende voorstad ten noorden van Parijs, zijn bedrijf op. Zijn ontwerpen gelden sinds de jaren '20 van de twintigste eeuw tot vandaag als de meest avantgardistische uit de automobielgeschiedenis. 
Saoutchiks eerste carrosserieën werd geplaatst op een chassis van Isotta-Fraschini. Binnen vijftien jaar verkochten zijn sculpturen op wielen voor wel 40.000 Amerikaanse dollar. Opdrachtgevers waren koningen en keizers onder welke Haakon VII van Noorwegen, Haile Selassie van Ethiopië, Reza Pahlavi van Perzië en Rama VII van Siam.
Met de Tweede Wereldoorlog in aantocht stortte de vraag naar luxe automobielen in. Daarna voerde de Franse regering zware belastingmaatregelen op de fabricage van luxe goederen, teneinde die van eerste levensbehoeften te kunnen stimuleren. In 1952 nam Saoutchiks zoon Pierre de zaak over. Drie jaar later zag deze zich genoodzaakt de poorten van het bedrijf te sluiten. 

Saoutchiki
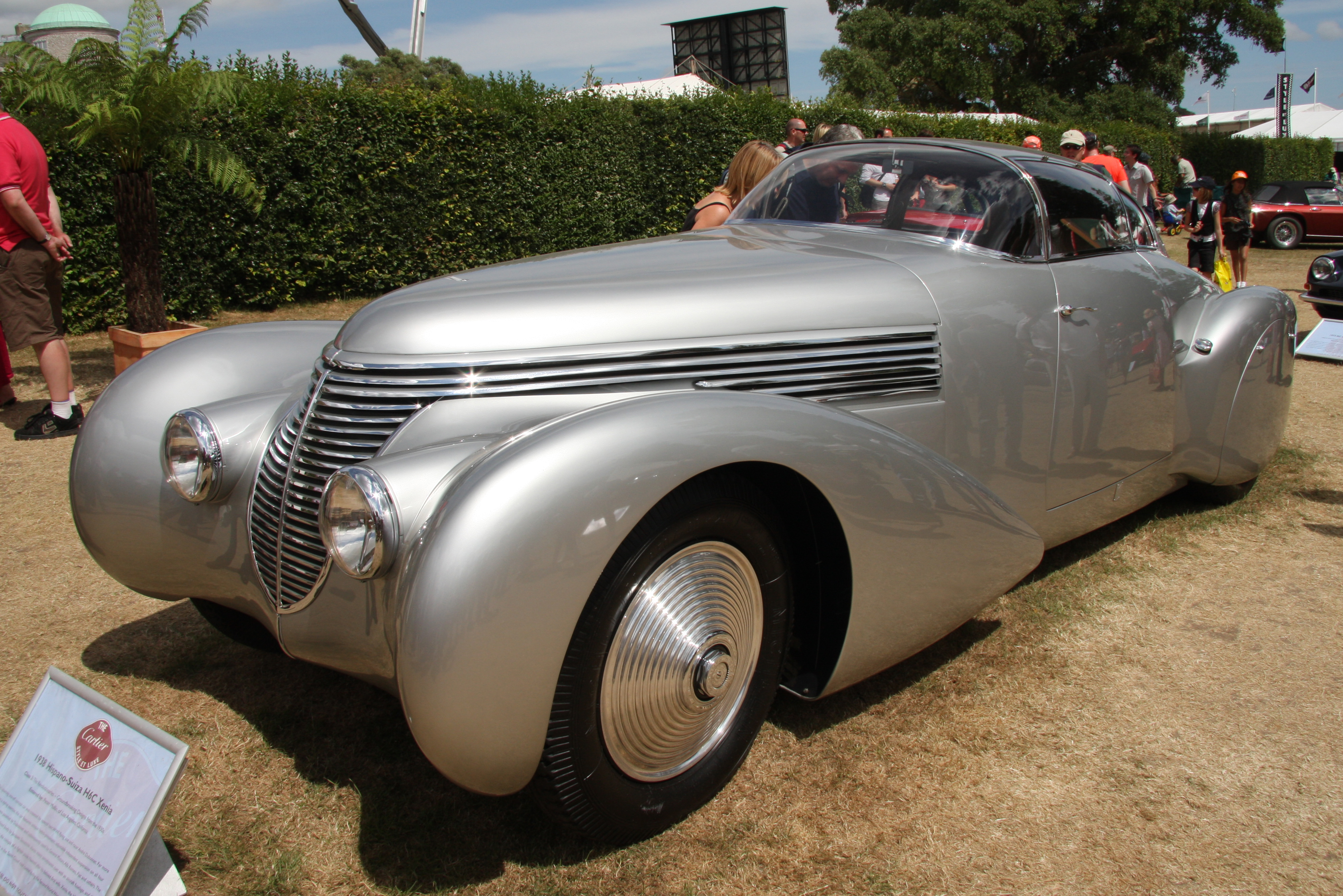
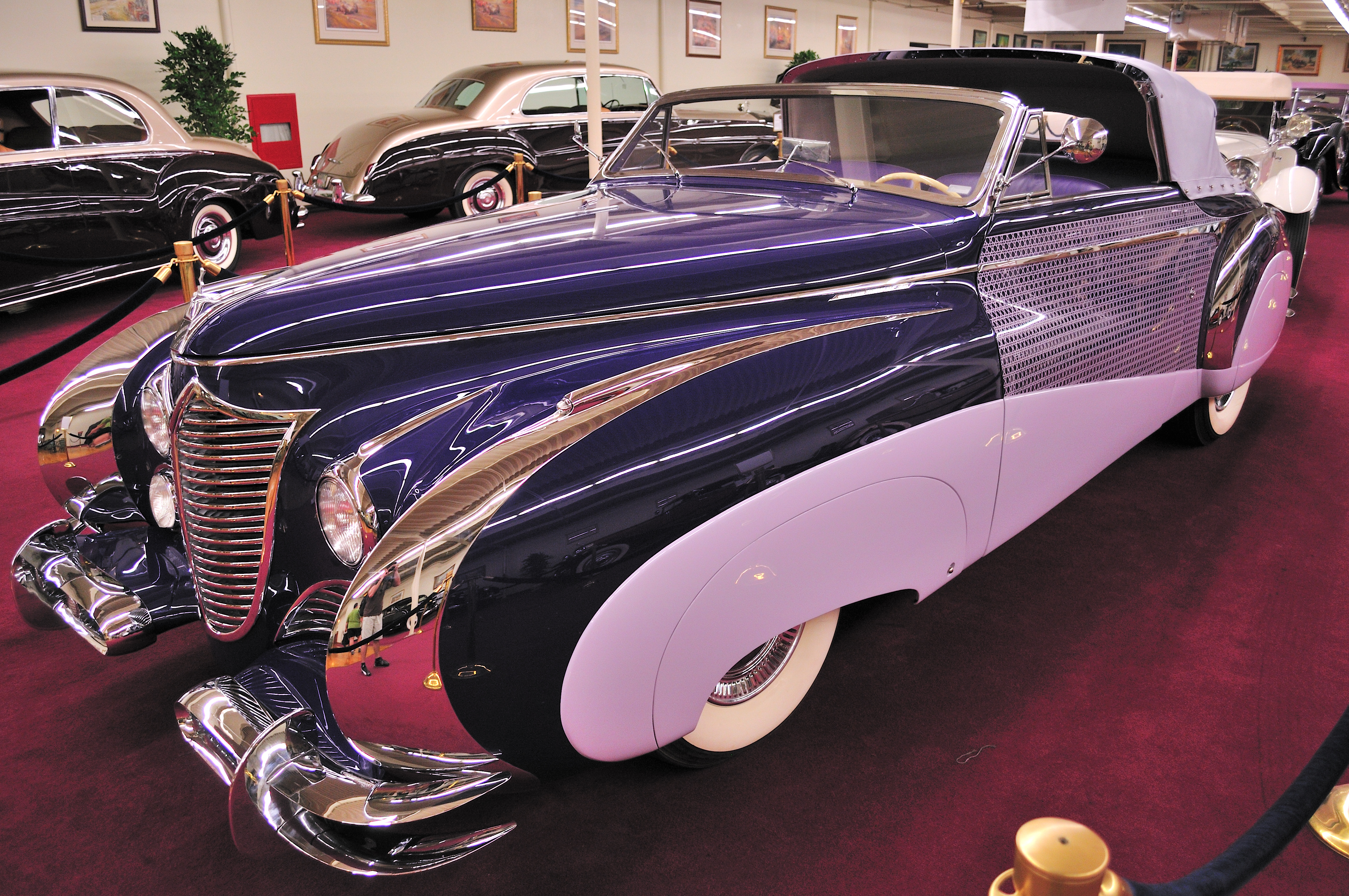
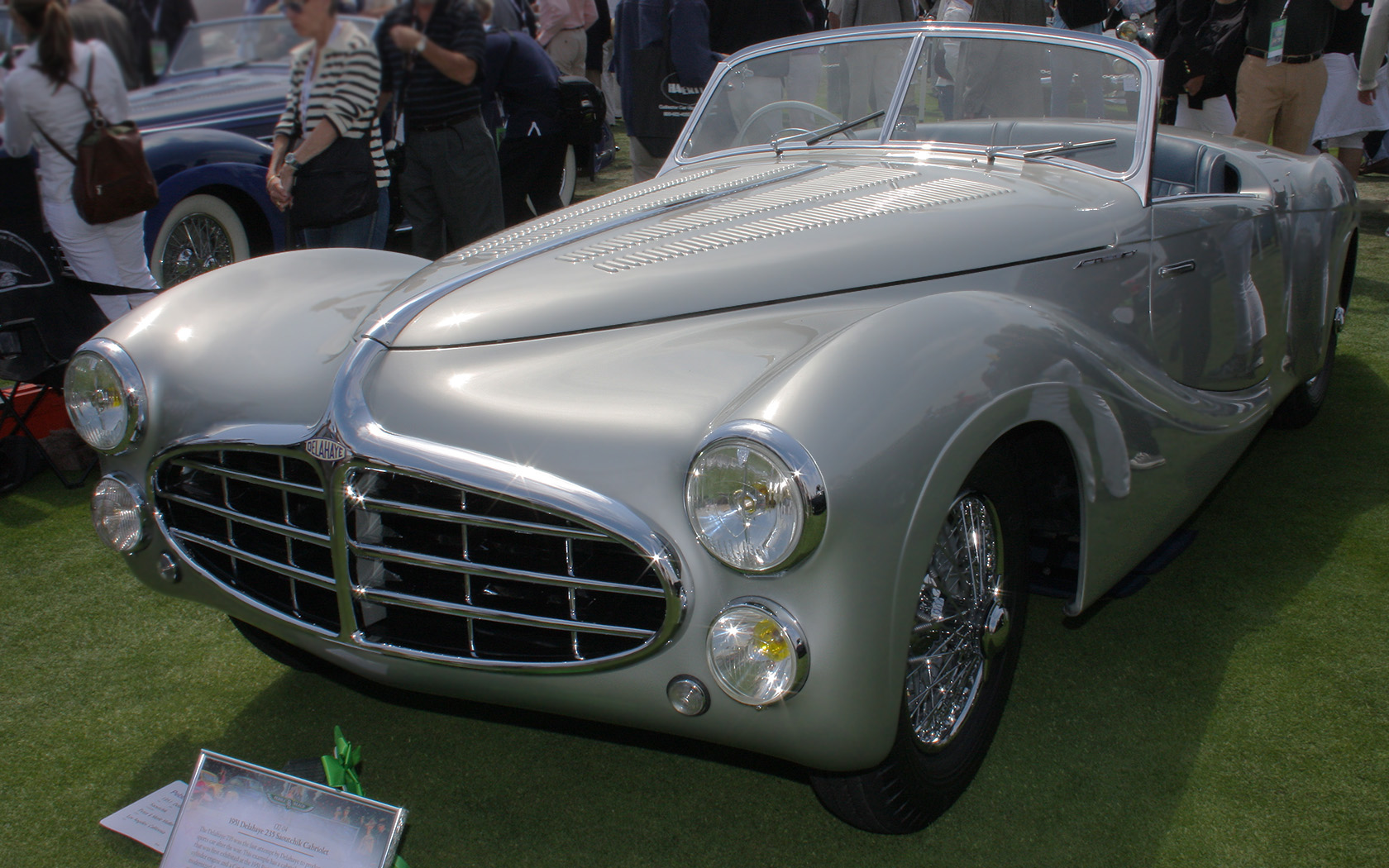

## Modellen
- 1928 Mercedes-Benz 680 S Saoutchik Torpedo Roadster[dode link]
- 1932 Bucciali TAV8-32 Saoutchik ‘Fleche d'Or’[dode link]
- 1938 Hispano-Suiza H6C Saoutchik Xenia Coupe[dode link]
- 1939 Bentley Mark V Saoutchik
- 1947 Talbot-Lago T26 Grand Sport[dode link]
- 1948 Cadillac Series 62 Saoutchik Cabriolet[dode link]
- 1949 Delahaye 175 MS Saoutchik
- 1951 Talbot-Lago T-26 Grand Sport Saoutchik Coupe